# Bente Olesen Nyström
 Der er for få eller ingen kildehenvisninger i denne artikel, hvilket er et problem. Du kan hjælpe ved at angive troværdige kilder til de påstande, som fremføres i artiklen.

Bente Dorrit Olesen Nyström (født 11. januar 1950 i Helsingør) er en dansk-svensk, surrealistisk billedkunstner og illustrator, som har udstillet sin kunst, udgivet illustrerede og prisbelønnede billedbøger for børn og voksne, samt illustreret fagbøger og leksika, skabt talrige bogomslag, tegnet frimærker med mere. Gift med surrealisten, billedkunstner Håkan Nyström, bosat på Frederiksberg.

## Baggrund og uddannelse
Bente Olesen Nyström er uddannet fra Skolen for Brugskunsts linje for Tegning og Grafik i København i 1969-1973. Umiddelbart efter blev hun tilknyttet som illustrator på Gyldendals Forlag og senere andre nordiske forlag.
Hun har som kunstner og bogillustrator deltaget på talrige udstillinger i ind og udland, er belønnet med flere priser og legater, og er repræsenteret på den surrealistiske Halmstadgruppens museum, Mjellby Konstmuseum (sv) i Sverige samt på Kastrupgårdsamlingen på Amager.
Medlem af Billedkunstnernes Forbund (BKF), IBBY – International Board of Books for Young People, Illustratorgruppen, Dansk Forfatterforening, og haft tillidshverv i 1998-2002 som medlem af Kulturministeriets Illustratorprisudvalg.

## Værk
Bente Olesen Nyströms værk falder i tre hovedfelter - udført sideløbende. Først billedkunsten, hvor hun er medlem af kunstnergrupperne Cirrus og Figuration, hun debuterer på Charlottenborg i 1974, og herefter medvirker hun på en lang række udstillinger.
Som kunstner finder Bente Olesen Nyström inspiration i barndomserindringer og i drømme, i universets undere, kulturspor, natur og mytologi. Hun kombinerer en meget nøjagtig beskrivelse af elementer fra virkeligheden med en fantasiverden, fuld af poesi. Eksempelvis, som når Solvognen ses liggende på gulvtæppets stjernehimmel, henslængt som et stykke legetøj, og det ene transparente rum åbenbarer sig inde i det næste, som en fortsat udvidelse af universer. 
Bente Olesen Nyströms surrealistiske blik ser et utal af forunderlige og mulige virkeligheder. En anderledes virkelighed skaber hun ud fra ideen: ”Hvad nu hvis…? - Alt kan tænkes og males på en anden måde, end det hverdagsagtige og vedtagne. Ved at forvandle det realistiske perspektiv til noget andet i sine billeder, skaber Bente Olesen Nyström sin helt egen og anderledes indre verden. Det er en alternativ verden, men skabes og fremstilles med realistiske objekter og figurer. Det magiske, det udefinerbare er på den måde, inkarneret i det synlige og materielle. Således udfoldes det surrealistiske blik. 
Hendes teknik er gouache-maleriet, udført med de allerfineste pensler. En fremgangsmåde hun lærte sig i forbindelse med det første engagement hos Gyldendals Forlag, hvor hun fik opskriften ved jobsamtalen. Malemåden egner sig fint til både fauna og billedlige motiver, skabt i fantasiens frirum. 

## Udstillinger
- 1974 - 1975 Charlottenborgs Forårsudstilling (debut)
- 1975 - 1977 Surrealisterne, Charlottenborg,
- 1978 Cirrus (tidligere Surrealisterne) Charlottenborg
- 1980 - 1981 Cirrus, Charlottenborg, Kbh
- 1981 Dronninglunds Kunstcenter (Cirrusgruppen); Køge Bugts Kunstforening
- 1982 Skovhuset i Værløse (Cirrusgruppen)
- 1985 Ringsted Kunstforening (Cirrusgruppen; Galleri Blå Grif, Nykøbing-Falster (sep./separatudst.);
- Fyns Kunstudstillingsbygning, Odense (Cirrusgruppen)
- 1987 Moderne Dansk Kunst Biennale, Køge Bugt; Galerie Gerly, Kbh (sep.)
- 1988 Hvidovre Kulturhus; Espergærdeudstilingen; ”Cirrus 10 år”, Galleri Ti/Kunstforeningen, Tistrup
- 1989 Æglageret, Holbæk (Cirrusgruppen); Roskilde Amtskommune (Cirrusgruppen);
- Kunstforeningen Kommunernes Landsforening, Kbh (sep.); Skovhuset I Værløse (F/Figuration)
- 1990 Galleri Meyer, Esbjerg (med Håkan Nyström); ”Gåder uden løsning”,
- Galleri Ti/Kunstforeningen, Tistrup
- 1991 Galerie Stender, Roskilde (Cirrusgruppen); Imago Artis, Kbh (Cirrusgruppen)
- 1992 Kastrupgaardsamlingen, Kbh (F)
- 1993 Galerie Stender, Roskilde (F); ”Blå Sekvens”, Marienlyst Slot
- 1994 ”Sekvens”, Skovhuset i Værløse; Marienlyst Slot (Cirrusgruppen)
- 1995 ”Fantastiske Billeder”, Nykøbing-Falster Kulturby; ”Billedbog-Billedkunst”,
- Fyns Kunstmuseum; Galerie Gerly, Kbh (sep.)
- 1996 Fyns Kunstudstillingsbygning, Odense (Cirrusgruppen); Galerie 108,
- Roskilde (Cirrusgruppen); Løvens Kunstforening (med Håkan Nyström)
- 1998 Realkredit Danmark (med Håkan Nyström)
- 1999 Skovhuset i Værløse (F); Galleri Bønneland, Odder (med Håkan Nyström)
- 2000 Galleri Henrik Kampmann, Kbh (sep.); Art Copenhagen, Forum; ”Broer” Galerie 108, Roskilde
- 2001 Skovhuset i Værløse, (F); Galleri MB, Kragerup Gods (med T.Lindeneg, N.G.Hammer, H.Nyström)
- 2003 ”Den fleksible virkelighed”, Møstings Hus, Frederiksberg, (sep.); Galleri Vejle (med Håkan Nyström); Skovhuset i Værløse (F); Mortensen & Markman, Kbh ; Art Copenhagen, Forum
- 2005 Hillerød Bibliotek (sep.); Mortensen & Markman (med Gert Brask);
- Vestjyllands kunstmuseum,Tistrup (F); ”Surrealisme” Brænderigården, Horsens
- 2006 ”8 malere” Polka Dot Art Gallery, Kbh
- 2007 ”12 bud” Rønnebæksholm, Næstved (F); Polka Dot Art Gallery, Kbh; Mortensen og Markman, Gartnerboligen ved Fuglsang, Lolland;
- ”Realism and beyond” Skovhuset i Værløse
- 2008 Ågalleriet, Frederiksværk (med Håkan Nyström); Polka Dot Art Gallery, Kbh.
- 2009 Mortensen og Markman, Gartnerboligen ved Fuglsang, Lolland (sep.);
- ”Realism and beyond”, Skovhuset, Værløse
- 2010 ”2+2+1+2” Galleri Nakke Hage, Kbh; Sommerudstilling Galleri Nakke Hage, Rørvig; Art Copenhagen, Forum
- 2011 ”Tre Ny-Surrealister” Galleri Nakke Hage, Kbh; ”4 Kvinder” Palæfløjen, Roskilde Kunstforening; Sommerudstilling Galleri Nakke Hage, Kbh og Rørvig
- 2012 ”CIRRUS” Annaborg, Hillerød
- 2013 "Forunderlig virkelighed", Munkeruphus
- 2015 ”Realism and Beyond”, Skovhuset i Værløse
- 2016 Cirrus 50 år – Farum Kulturhus
- 2017 Cirrus i Cobra-rummet, Sophienholm, Lyngby Kunstforening
- 2019 Vinterudstillingen 2019 – Bredgade Kunsthandel, København
- 2020 70-års fødselsdagsudstilling – Pop-Up i Bredgade Kunsthandel, København
- 2020 Den Vågne Drøm – 12 surrealister på Sophienholm, Lyngby Kunstforenings Vinterudstilling
- 2021 Reprise – Den Vågne Drøm, værker fra Sophienholm-udstillingen i Bredgade Kunsthandel
- 2023 Vinterudstillingen SPOR – Davis Gallery, Contemporary Art, København

### I Sverige
- 1980 Sveagalleriet, Stockholm (Cirrusgruppen)
- 1980, 81, 82, 83, 84 Lilla Galleriet i Eslöv
- 1982, 1998 Halmstadgruppens Museum, Mjellby Konstmuseum, Halmstad (sep.)
- 1985 Halmstadgruppens Museum
- 1991 Halmstadgruppens Museum (Cirrusgruppen)
- 2001 Galleri Musafällan, Malmö (med Håkan Nyström)
- 2004 ”5 danska surrealister” Galleri Musafällan, Malmö
- 2005 Halmstadgruppens Museum (F)
- 2012 Galleri Gamla Staden, Landskrona (med Håkan Nyström)

### I Frankrig, Holland og Polen
- 1987, 88 Salon de la Jeune Peinture, Grand Palais, Paris (F)
- 1990 ”Figuration Critique”, Grand Palais, Paris (F), dansk-fransk kultursamarbejde
- 1996 Galerie Lærken, Hazerswoude (F)
- 2002 ”5 danske kunstnere”, Nordic House, Krakow (PL)
- 2003 Galerie Lærken, Hazerswoude (F)

## Tegner og forfatter
Bente Olesen Nyström har desuden virket som tegner og forfatter af egne billedbøger - prisbelønnede bogudgivelser med beretningen om Hr. Alting, En tur med hunden og Velkommen hjem, samt Mix & Bax på arbejde som de seneste bogtitler. Ni bøger er det blevet til i alt, hvor den sprudlende, fabelagtige fantasi udfoldes med en gennemgående figur og fortællende motiver, inspireret af stjernehimlen, skovens vækster, havenes dyb samt Olesen Nyströms egenudviklede, frodige bygningsarkitektur. Mangen en arkitekt vil være misundelig på hendes udfoldelsesmuligheder, hvor husene får netop det format og udseende, som kunstneren ønsker sig, hvilket ellers ikke er enhver bygmester beskåret.
Billedbøgerne er efter kunstnerens eget ønske trykt hos det navnkundige danske Narayana Press på Gylling Næs, hvor kvalitetsarbejdet er i højsædet. Titlerne omfatter:
- ”Petruskas laksko”, tekst Vita Andersen, Gyldendal 1989
- ”Ø-rejsen”, Gyldendal 1990 - ISBN 87-00-74262-7
- ”Vejen til festen”, Gyldendal 1994 - ISBN 87-00-17418-1
- ”Nybyggerne”, Gyldendal 1997 - ISBN 87-00-31008-5
- ”Hvad som helst”, Gyldendal 2004 - ISBN 87-02-02916-2
- ”Hr. Alting”, Gyldendal 2006 – bogen er oversat til kinesisk - ISBN 9788702043952
- ”En tur med hunden”, Gyldendal 2011 - ISBN 9788702085471
- "Velkommen hjem", Gyldendal 2014 - ISBN 9788702158991
- ”Mix & Bax på arbejde” - tekst af Louis Jensen, Gyldendal 2017 - ISBN 9788702231861

Motiver fra hendes billedbøger har været vist på Louisianas Børnebogsfestival, og på flere internationale udstillinger med fokus på netop bogillustration, bl.a. i Bratislava, Barcelona, Italien, Tyskland, Sverige, Estland, Finland, Rusland, Polen, England, Irland og Japan.

## Danske illustrationsudstillinger
- 1990-91 Hillerød Bibliotek
- 1991 ”Danske børnebøger på verdensturné”, Kulturministeriet, Gammel Dok, Kbh
- 1993 Børnebogsfestival, kunstmuseet Louisiana
- 2002 ”Tegninger for børn og barnlige sjæle”, Munkeruphus samt Værket, Randers; Center for børnelitteratur, Kbh; Dansk Litteraturcenter: Børnebogsudstilling i Spanien, England, Irland
- 2006 ”Iagttagelsens Kunst” Naturvidenskabens tegnere, Munkeruphus
- 2007 Naturillustrationer, NaturBornholm
- 2010 ”Den illustrerede børnebog”, Statens Kunstråd; Kunst og Globalisering Nordiska Tecknares Biennale:
- 1982 Liljewalchs, Stockholm
- 1985 Helligåndshuset, Kbh
- 1988 Helsinki, Finland
- 1990 Munchmuséet, Oslo
- 1994 Rundetaarn, Bibliotekssalen, Kbh

## Internationale illustrationsudstillinger
- 1991, 95, 99, 2005, 2007, 2011 BIB, Biennalen i Bratislava, Slovakiet
- 1995-96 BIB Selection i Hokkaido, Japan samt Taipei, Taiwan
- 1990 IV Premi Catalonia d’Illustracio, Barcelona, derefter Bologna, Italien
- 1992 V Premi Catalonia d’Illustracio, Barcelona, derefter London og München
- 1994 VI Premi Catalonia d’Illustracio, Barcelona, derefter Lyngby og Strassburg
- 2000 BWI /Bratislava World Illustrations) Hokkaido, Tokushima, Toyama, Ohita, Kochi, Japan
- 2001 The 41.Golden Pen of Belgrade, The 6. International Biennal of Illustrations, Serbien
- 2003 Tallinn Illustrations Triennal, Estland, ”Power of Pictures”
- 2008 Bologna Children’s Book Fair - Illustrators Exhibition, Italien; 31st IBBY World Congress, Københavns Rådhus
- 2008-2009 BIB Japan: Chiba, Ashikaga, Kitakyushu, Urawa
- 2008-2009 Bologna Illustrators Exhibition Japan: Tokyo, Hyogo, Mie, Ishikawa Kagoshima; Korea: Seoul
- 2009 IBBY Danmark ”Nordiske streger”, Oslo
- 2009 “Best of Bologna: Edgiest Artists of the 2008 International Children’s Book Fair”; Northwestern University, Chicago, USA
- 2009-2011 Femte” I colori del Sacro: Terra”, biennale, Museo Diocesan Di Padova, Italien
- 2011-2017 ”Sea Fairy Tales” Tallinn Illustrations Triennial, Estland. Haapsalu, Pärnu Estland, Eurajoki, Finland. Pskov, Novgorod,
- St. Petersburg, Moskva Rusland, Gdansk Polen, M/S BIBIANA, Danmark.
- 2012-2014 Sjette “I colori del Sacro: Aria”, Biennale, Museo Diocesan di Padova, Italien
- 2013 Bologna Children's Book Fair - Illustrators Exhibition, Italien
- 2013 Bologna Illustrators' Exhibition i Japan: Itabashi Art Museum, Tokyo; Otani Memorial Art Museum, Hyogo; Takahama Kawara Museum,
- Aichi; Ishikawa Nano Art Museum, Ishikawa
- 2013 4. Tallinn Illustrations Triennial, "Power of Pictures", Estland
- 2014-2016 Syvende "I colori del Sacro: The Journey", Biennale, Museo Diocesan di Padova, Italien
- 2016-2018 Ottende "I colori del Sacro: Around the table", Biennale, Museo Diocesan di Padova, Italien

## Illustratorgruppen/Dansk Forfatterforening
- 1995 ”Kat”, Brøndsalen, Frederiksberg
- 1997 ”Kærlighed”, Rundetaarn, Kbh
- 1997, 98, 99, 2000 Bogforum, Kbh
- 1998 ”Den gode historie”, Politikens Forhal, Kbh
- 2000 Nordisk Børnebogmesse, Øksnehallen, Kbh; KunstCentret Silkeborg Bad
- 2001 ”Danske børnebogsillustratorer”, Ålborg Kunstmuseum
- 2002 ”Landet længere væk”, Byggeriets Hus, Frederiksberg
- 2005 Børnekulturmesse i Forum, Kbh
- 2006 ”Guldnæsen”, Byggeriets Hus, Frederiksberg

## Illustratoren
Bente Olesen Nyström har virket som illustrator og skabt omkring 120 bogomslag for Gyldendals Forlag, frimærker og andre specialopgaver. For Fagbogsredaktionen på Gyldendals Forlag og andre nordiske forlag har Bente Olesen Nyström tegnet tusindvis af fisk, muslinger med mere til illustrerede naturbøger, undervisningsmateriale og leksika, blandt andet til følgende titler:
- ”Fiskeliv i Nordsøen”, Gyldendal 1977
- ”Havmuslinger” (med Susanne Weitemeyer), Gyldendal 1978
- ”Grønlands Fauna”, Gyldendal 1981
- ”Aschehougs store fiskebok”, Aschehoug, Oslo, udgave 1-4 1985-98
- ”Fisk i grønlandske farvande”, Atuakkiorfik, Grønland 1992
- ”Havfisk og fiskeri”, 5. rev. udgave (med Preben Dahlstrøm), Gad 1998
- ”Gads håndbog om fisk”, (med Preben Dahlstrøm), Gad 2003
- ”Fiskar undir Føroyum”, (med Astrid Andreasen), Føroya Skúlabókagrunnur 2007
- ”Biologisk metode”, Danmarks Radio for Undervisningsministeriet 1984
- ”Guld eller grønne skove”, Skolebogsforlaget 1986
- - Planter, træer m.m. i ”Stora Focus”, Leksikon i 16 bind, Esselte, Stockholm 1990
- - Fisk/muslinger i ”Danmarks Nationalleksikon”, Gyldendal

## Andre opgaver, bl.a. frimærker og jubilæumsmærker
- Frimærke - Andelsslagterierne 100 år, 1987
- Frimærke - Roskilde 1000 år, 1998
- Frimærke - Botanisk Have, 2001
- Verdensnaturfondens naturmærke, 1984
- Samt illustrationer i DSB-bladet Ud&Se, Samvirke m.m.

Som specialopgave skabte hun til genopbygningen af Landbohøjskolens Auditorium i 2001-2002 en rekonstruktion af kalkerne til G.C. Hilkers loftsmaleri af 32 blomsterbuketter.

## Stipendier og udmærkelser
Som medlem af IBBY’s (International Board on Books for Young People) har hun modtaget flere ærescertifikater, og herhjemme også legater fra Statens Kunstfond/Kunstråd m.fl.:
- Stiftelsen Halmstadgruppens Stipendium 1983
- Legater fra Akademiraadet 1985, 1992, 1995
- Kulturministeriet, arbejdslegater 1992, 1994
- Kulturministeriet Litteraturrådet, arbejdslegat 2002
- Dansk Forfatterforening, arbejdslegater 1991, 96, 99, 2010, 2013
- Danske Tegnere, arbejdslegat 1992
- Kulturministeriets Illustratorpris 1994
- Gyldendals boglegat 1994
- VI Premi Catalonia Internacional d’Illustracio, diplom 1994
- BIB Biennial of Illustrations Bratislava, plakette 1995, 2007
- IBBY’s (International Board on Books for Young People) ærescertifikat for billedbøgerne
- ”Ø-rejsen” 1992, ”Vejen til festen” 1996 - samt ”Hr. Alting” 2008
- Årets Skovhuskunstner, Skovhuset i Værløse 1994
- Vinder af konkurrence: Udsmykning af bogbus, Hjørring 1995
- Gyldendals store rejselegat 1998
- Kunststyrelsen/Kunstrådet, arbejdslegater 2004, 2005
- Statens Kunstråd, arbejdslegat 2010, 2013
- Statens Kunstfond, arbejdslegat 2014

## Repræsenteret på museer og samlinger
- Halmstadgruppens Museum, Mjellby Konstmuseum i Halmstad, Sverige
- Kastrupgårdsamlingen [5]
- Forlaget Gyldendal
- Private samlinger

## Signatur
B.O.N. – for Bente Olesen Nyström.

## Biografi
Bente Olesen Nyström er født i Danmark, som den ældste af to søstre, og voksede fra knapt 3-årsalderen op i Sverige. Hendes far Preben Olesen var skibsingeniør, og arbejdede for Kockums Skibsværft i Malmø. Moderen Elisabeth Birthe Agnethe Poulsen var ud af præsteslægt.
Bente var et lidt frygtsomt barn i skolen, hvor hun blev mobbet, fordi hun var dansker. Hun har tegnet lige fra hun fik sine første farveblyanter. I kunsten var der et frirum, et trygt sted for B.O.N.
Et familiemedlem gjorde hende opmærksom på uddannelsen på Skolen for Brugskunst i København. Hun havde ellers drømt om at blive arkitekt, men fik at vide, at de projekter, man tegnede, altid skulle ændres, og blev anderledes, end man som udgangspunkt havde ønsket. Således får vi i stedet hendes mangfoldigt fantasifulde huse bragt ind i kunstens verden og de mange forskelligartede skibe og både, og alle fiskene, som hun gennem illustratoropgaverne lærte at kende i de mindste detaljer.
Tilknytningen til den surrealistiske kunstretning udviklede hun og ægtefællen i nært samspil, kunstnerkollegaen, svenskfødte billedkunstner Håkan Nyström, som i 1960’erne studerede psykologi på Københavns Universitet – særligt Jungs psykoanalyse. Det surrealistiske perspektiv er fint understreget af Bente Olesen Nyströms perlende humoristiske livsenergi, hendes underspillede finurlige sprog og fantasifulde tegnetalent. 

## Publikationer
- Den Vågne Drøm – Surrealistisk, metafysisk Samtidskunst, Lyngby Kunstforening 2020
- Cirrus 50 år – 2016
- Kunstavisen 2016 – Portræt af Bente Olesen Nyström, Kunsten kan man ikke stole på [4]
- Udstillingskataloger for Cirrus, tidl. Surrealisterne 1978